# 岡崎酒造
岡崎酒造株式会社（おかざきしゅぞう）は長野県上田市にある日本酒メーカーである。日本酒の銘柄「信州亀齢」を製造・販売している。

## 沿革
岡崎酒造は1665年（寛文5年）に小堺屋の屋号で創業した。原町滝沢家日記には当時の岡崎酒造について書かれており、寛文5年に「小堺屋平24石」との記述が残っている。
2003年から杜氏を務める岡崎美都里（12代目）は、岡崎時子（11代目）の三女として1973年に生まれた。母の時子は長女が家業を継ぐものだと考えていたというが、姉二人は希望する進路があったため、小学生の頃の美都里は自然に「私が家業を継ぐ」と考えていたといい、「誰もやらないなら、私が継ぎます」と答えて跡を継ぐことになった。美都里はその頃を回想して「家に残れてラッキーとしか思いませんでした（笑）」と述べている。
美都里はその後東京農業大学の醸造学科に進学し、卒業後は大手酒販会社への就職を経て実家に戻った。東京農業大学に進学してはいるものの、それは酒造りの基本を理解しておくためであって、杜氏ではなくあくまで経営者として跡を継ぐ予定であったというが、実家に戻るとそれまで酒造りを担当していた当時71歳の杜氏が高齢を理由に退職を申し出てきた。美都里は「やれる人がいないなら私がやろう」と考え、杜氏から4年間の指導を受けて、5年目である2003年から杜氏として独り立ちした。当時の美都里は30歳であった。また、28歳のときに東京農業大学の同級生で同じサークルに所属していた謙一と結婚した。美都里は交際にあたって「婿入りできない人とは付き合えない」と言ったという。2011年には当時番頭を務めていた従業員が引退したため、代わって謙一も蔵に入った。謙一が蔵に入った2011年頃の岡崎酒造の売上は低迷しており、2014年頃の生産量はわずか30石ほどであった。謙一は「以前は、日本酒よりも土産物のほうがよく売れていたくらいなんです」と述べている。かつての岡崎酒造の酒質について謙一は「雑味が強く、お世辞にも旨いと言える酒質ではなかった」と評している。謙一はこのままでは経営が立ち行かないと考え、岩手県の南部美人で酒造りを修業し、日本酒アドバイザーの鈴木賢二のもとで学んだ。初めて仕込んだ酒の出来はよくなかったが、水の濾過方法を変えるなど酒造りを一から見直し、酒を搾る袋を新品に変えたり発酵槽を木製からステンレス製に変えるなど生産設備を刷新したことで、2015年には関東信越国税局酒類鑑評会で吟醸酒部門の最優秀賞を受賞するに至った。これがきっかけで「信州亀齢」の名が広まり、2016年には120石、2024年には500石ほどを生産するまでになった。

## 酒造り
岡崎酒造が目指す酒質は「甘くて軽やかで、香りを楽しめる酒。はじめの一杯に選ばれるようなフレッシュな酒」であり、出品酒のような品質を目指している。そのため種麹には出品酒用としてよく使われる菱六製の「白夜」を採用しており、長期間の低温発酵によってきれいな甘みを出すために2015年と2018年には冷蔵室を新設した。冷蔵室の室温は常時3 – 4℃に保たれている。仕込み水には菅平水系の水を使っている。
上田市にある稲倉の棚田の保全活動に携わっており、棚田で栽培された酒米・ひとごこちでの日本酒づくりにも取り組んでいる。

## 商品
主力銘柄は「信州亀齢」である。かつては「亀齢」の名で販売していたが、広島県の同名の銘柄と区別するために「信州亀齢」の名を使うようになった。

### 清酒「亀齢」
- 純米大吟醸酒・大吟醸酒・吟醸酒
- 本醸造酒（特撰・上撰）
- 純米酒（上撰・佳撰）
- 普通酒（佳撰）
- 原酒
- しぼりたて生酒

### その他の清酒
- 上撰・真田三代
- 上田城（本醸造上撰・佳撰）
- にごり酒・信州小町
- 発芽玄米酒・双葉
- 発芽胚芽米酒・芽生（めい）

## 評価
酒販店・伊勢五本店の池田剛史は信州亀齢の人気を「入荷しても即完売する人気ぶり」と評しており、その理由を「日本酒初心者にも飲み慣れた人にも愛される、人懐っこい口当たり」だと評している。dancyuライターの佐々木香織はその味わいを「雑味のないクリアな味わい、ふわっと鼻に抜ける華やかな香り、しっかり甘いがくどくなく、やがて砂にしみ入る水のごとくすーっと消えゆくアフターが何ともしとやか」と評している。

### 受賞歴
全国新酒鑑評会
平成14酒造年 - 29酒造年
- 「亀齢」金賞受賞 - 平成29年受賞